# Драфт НБА 2014 года
Драфт НБА 2014 года прошёл 26 июня 2014 года, в спортивном комплексе «Барклайс-центр» в Бруклинe. Трансляцию будет осуществлять ESPN. Предполагается, что драфт 2014 года будет одним из самых сильных, а часть игроков драфта рассматриваются в качестве новых «звёзд», часть из них уже достаточно известны: Эндрю Уиггинс, Джабари Паркер, Джулиус Рэндл, Аарон Гордон, Данте Экзам, Маркус Смарт, Ти Джей Уоррен, Ноа Вонле, Джоэл Эмбиид, Тайлер Эннис, Дуг Макдермотт.
Право выбора под первым номером в результате лотереи получил клуб «Кливленд Кавальерс», который второй год подряд выбрал представителя Канады Эндрю Уиггинса.

## Правила проведения
Драфт НБА проводился по правилам, установленным в лиге после новой коллективной сделки с профсоюзом игроков 2011 года. В соглашении, которое появилось после локаута 2011 года, отмечалось, что по его итогам не будут изменяться текущие правила драфта, а в дальнейшем будут результатом соглашений между собственниками франшиз и игроками. По состоянию на 2013 год правила были следующими:
- Все игроки, принимающие участие в драфте, в календарном году должны достигнуть возраста как минимум 19 лет. Таким образом, в драфте могут принимать участие игроки, родившиеся до 31 декабря 1995 года.[6]
- Любой игрок, не относящийся к категории «международный», как записано в коллективном соглашении, должен как минимум год назад закончить выпускной класс средней школы[6]. Соглашение определяет, что «международные игроки» — это игроки, которые постоянно проживали за пределами США как минимум три года до текущего драфта, не выступали за среднюю школу в США, а также никогда не обучались в американском колледже или университете[7].

Основным требованием для автоматического участия в драфте для игроков из США является окончание американского университета или колледжа. Игроки, на которых распространяется категория «международный игрок» могут автоматически принять участие в драфте после 22 лет на начало календарного года текущего драфта (то есть родившиеся до 31 декабря 1991 года). Американские игроки, которые как минимум год не учились, а также выступали за низшие баскетбольные лиги с командами не НБА, также допускаются для участия в драфте автоматически.
Игрок, который автоматически допущен для участия в драфте, должен заявиться для участия, отправив письмо в исполнительный офис НБА не позднее, чем за 60 дней до драфта. Последним днём для заявки было 27 апреля. По правилам NCAA 16 апреля игроки должны были отзаявиться и остаться играть за колледж.
Игроки, интересы которых представлял агент, должны были выплатить неустойку за участие в играх за колледж, даже несмотря на то, будут они выбраны на драфте или нет. Также, Соглашение позволяло игроку дважды отзаявляться, а NCAA дважды могла заявить его за колледж.

## Драфт лотерея
Первые 14 пиков драфта получат команды, не попавшие в плей-офф. Порядок будет определен лотереей. Первые три пика получают команды в результате лотереи. Оставшиеся пики первого раунда и пики второго раунда распределяются в обратном порядке к количеству побед-поражений команды в предыдущем сезоне.
Лотерея прошла 20 мая 2014 года в Бруклине. Первый пик драфта третий раз за четыре года достался «Кливленд Кавальерс», причём второй год подряд команда получала первый пик. Второй пик достался «Милуоки Бакс», а третий — «Филадельфия Севенти Сиксерс».
| ^ | Цветом выделены результаты лотереи |

| Команда                     | Сезон record | Шансы в Лотереи | Выбор | Выбор | Выбор | Выбор | Выбор | Выбор | Выбор | Выбор | Выбор | Выбор | Выбор | Выбор | Выбор | Выбор |
| Команда                     | Сезон record | Шансы в Лотереи | 1     | 2     | 3     | 4     | 5     | 6     | 7     | 8     | 9     | 10    | 11    | 12    | 13    | 14    |
| --------------------------- | ------------ | --------------- | ----- | ----- | ----- | ----- | ----- | ----- | ----- | ----- | ----- | ----- | ----- | ----- | ----- | ----- |
| Милуоки Бакс                | 15-67        | 250             | .250  | .215^ | .177  | .358  | —     | —     | —     | —     | —     | —     | —     | —     | —     | —     |
| Филадельфия Севенти Сиксерс | 19-63        | 199             | .199  | .188  | .171^ | .319  | .124  | —     | —     | —     | —     | —     | —     | —     | —     | —     |
| Орландо Мэджик              | 23-59        | 156             | .156  | .157  | .156  | .225^ | .265  | .041  | —     | —     | —     | —     | —     | —     | —     | —     |
| Юта Джаз                    | 25-57        | 104             | .104  | .112  | .121  | .099  | .373^ | .177  | .014  | —     | —     | —     | —     | —     | —     | —     |
| Бостон Селтикс              | 25-57        | 103             | .103  | .111  | .120  | —     | .238  | .342^ | .082  | .004  | —     | —     | —     | —     | —     | —     |
| Лос-Анджелес Лейкерс        | 27-55        | 63              | .063  | .071  | .081  | —     | —     | .440  | .304^ | .040  | .001  | —     | —     | —     | —     | —     |
| Сакраменто Кингз            | 28-54        | 43              | .043  | .049  | .058  | —     | —     | —     | .600  | .232^ | .018  | .000  | —     | —     | —     | —     |
| Детройт Пистонс1            | 29-53        | 28              | .028  | .033  | .039  | —     | —     | —     | —     | .725  | .168^ | .008  | .000  | —     | —     | —     |
| Кливленд Кавальерс          | 33-49        | 17              | .017^ | .020  | .024  | —     | —     | —     | —     | —     | .813  | .122  | .004  | .000  | —     | —     |
| Нью-Орлеан Пеликанс2        | 34-48        | 11              | .011  | .013  | .016  | —     | —     | —     | —     | —     | —     | .870^ | .089  | .002  | .000  | —     |
| Денвер Наггетс              | 36-46        | 8               | .008  | .009  | .012  | —     | —     | —     | —     | —     | —     | —     | .907^ | .063  | .001  | .000  |
| Нью-Йорк Никс3              | 37-45        | 7               | .007  | .008  | .010  | —     | —     | —     | —     | —     | —     | —     | —     | .935^ | .039  | .000  |
| Миннесота Тимбервулвз       | 40-42        | 6               | .006  | .007  | .009  | —     | —     | —     | —     | —     | —     | —     | —     | —     | .960^ | .018  |
| Финикс Санз                 | 48-34        | 5               | .005  | .006  | .007  | —     | —     | —     | —     | —     | —     | —     | —     | —     | —     | .982^ |

1Драфт пик «Детройт Пистонс» был передан «Шарлотт Бобкэтс»

2Драфт пик «Нью-Орлеан Пеликанс» был передан «Филадельфия Севенти Сиксерс»

3Драфт пик «Нью-Йорк Никс» был передан «Орландо Мэджик»

## Игроки на драфте

### Игроки колледжей
| - Джордан Адамс — З, УКЛА (2-й курс) - Уильям Алстон — З, Колледж Балтимор Каунти (2-й курс) - Михал Аммонс — З, Университет Южной Алабамы (3-й курс) - Кайл Андерсон — З/Ф, УКЛА (2-й курс) - Айзеа Остин — Ц, Бейлор (2-й курс) - Чейн Беханан — Ф, Колорадо Стейт (3-й курс) - Сим Буллар — Ц, Нью-Мексико Стейт (2-й курс) - Хем Бирч — Ф, УНЛВ (3-й курс) - Джабари Браун — З, Миссури (3-й курс) - Джахил Карсон — З, Аризона Стейт (2-й курс) - Семай Христон — З, Университет Ксавьера (2-й курс) - Джордан Кларксон — З, Миссури (3-й курс) - Деандре Дэниэлс — Ф, Коннектикут (3-й курс) - Спенсер Динвидди — З, Колорадо (3-й курс) - Джоэл Эмбиид — Ц, Канзас (1-й курс) - Тайлер Эннис — З, Сиракьюс (1-й курс) - Аарон Гордон — Ф, Аризона (1-й курс) - Джерами Грант — Ф, Сиракьюс (2-й курс) - Гэри Харрис — З, Мичиган Стэйт (2-й курс) - Родни Худ — Ф, Дьюка (2-й курс) - Ник Джонсон — З, Аризона (3-й курс) - Алекс Кирк — Ц, Университет Нью-Мексико (3-й курс) | - Зак Лавин — З, УКЛА (1-й курс) - Джеймс Макаду — Ф, Северная Каролина (3-й курс) - Кей Джей Макдэниэлс — Ф, Клемсонский Университет (3-й курс) - Митч Макгэри — Ф, Мичиган (2-й курс) - Эрик Морлэнд — Ф, Орегон Стейт (3-й курс) - Джонни O’Брайант III — Ф, ЛСУ (3-й курс) - Джабари Паркер — Ф, Дьюк (1-й курс) - Элфрид Пэйтон — З, Луизиана-Лафайет (3-й курс) - Джулиус Рэндл — Ф, Кентукки (1-й курс) - Гленн Робинсон III — Ф, Мичиган (2-й курс) - Лаквинтон Росс — Ф, Огайо Стейт (3-й курс) - Антонио Рукер — З, Клинтон Джюниор Колледж (2-й курс) - Джакарр Сэмпсон — Ф, Сэнт-Джонс (2-й курс) - Маркус Смарт — З, Оклахома Стэйт (2-й курс) - Роско Смит — Ф, УНЛВ (3-й курс) - Ник Стаускас — З, Мичиган (2-й курс) - Джарнелл Стоукс — Ф, Теннесси (3-й курс) - Ноа Вонле — Ф, Индиана (1-й курс) - Ти Джей Уоррен — Ф, Норт Каролина Стейт (2-й курс) - Эндрю Уиггинс — Ф, Канзас (1-й курс) - Джеймс Янг — З/Ф, Кентукки (1-й курс) - Такуан Циммерман — З, Университет Томпсон Риверс (1-й курс) |

### Игроки-иностранцы
- Лефтерис Бохоридис — З, Арис (Греция)[17]
- Матиас Бортолин — Ц, Регатас Коррьентес (Аргентина)[17]
- Недим Буза — Ф, Спарс Сараево (Босния и Герцеговина)[55]
- Йоонас Кавен — Ф, Ховентут (Испания)[17]
- Бруно Кабокло — Ф, Пиньейрос (Бразилия)[17]
- Беркай Кандан — Ф, Анкара Колейлилер (Турция)[17]
- Клинт Капела — Ф, Элан Шалон (Франция)[56]
- Неманья Дангубич — З, Мега Визура (Сербия)[17]
- Мусса Диань — Ц, Фуэнлабрада (Испания)[57]
- Томас Димша — З, Жальгирис (Литва)[58]
- Маркус Эрикссон — З/Ф, Манреса (Испания)[59]
- Данте Экзам — З, Австралийский институт спорта (Австралия)[60]
- Илья Громов — Ц, Вентспилс (Латвия)[61]
- Дамьен Инглис — Ф, Шораль Роан Баскет (Франция)[62]
- Никола Йокич — Ф/Ц, Мега Визура (Сербия)[63]
- Михалис Камперидис — Ф, Филатлитикос (Греция)[17]
- Артём Клименко — Ц, Автодор (Россия)[64]
- Лукас Мариано — Ц, Франка (Бразилия)[17]
- Давид Мишино — З, Элан Шалон (Франция)[65]
- Василие Мицич — З, Мега Визура (Сербия)[66]
- Юсуф Нуркич — Ц, Цедевита (Хорватия)[17]
- Бобби Рэй Паркс (младший) — З/Ф, Роад Уорриорз (Филиппины)[67]
- Матеуш Понитка — З/Ф Остенде (Бельгия)[68]
- Кристапс Порзингис — Ф, Севилья (Испания)[69]
- Марко Рамляк — Ц, Задар (Хорватия)[17]
- Дарио Шарич — Ф, Цибона (Хорватия)[70]
- Оярс Силиньш — Ф, Реджана (Италия)[71]
- Алекс Суарес — Ф, Ховентут (Испания)[72]
- Девон ван Острум — З, Баскония (Испания)[59]
- Гильем Вивес — З, Ховентут (Испания)[72]
- Адин Врабац — Ф, Спарс Сараево (Босния и Герцеговина)[73]

### Автоматически допущенные к участию в драфте
Данный список включает игроков, которые автоматически были допущены к участию в драфте, даже несмотря на стандартный критерий в 22 года на момент драфта для «иностранного игрока». Кроме того, в данный список не попали игроки, которые не принимали участия в матчах колледжей и поэтому могли быть квалифицированы как «иностранные».
Подписание контракта с другим профессиональным клубом (не НБА), а также несколько условий контракта могли дать возможность на автоматический выход на драфт. Критерии для участия отличались, в основном, при разделении игроков на американских и «иностранных»:
- Для «иностранных» игроков контракт должен был быть подписан с американской командой (не НБА).
- Для американских игроков контракт может быть заключён с любой командой в любой стране мира.

Гражданство не являлось критерием для определения американского или «иностранного» игрока по Соглашению. Иностранный игрок должен соответствовать следующим критериям:
- Постоянно проживать за пределами США как минимум в течение трёх лет до начала драфта.
- Не принимать участия в соревнованиях на уровне средней школы в США.
- Не обучаться в американском колледже или университете.

Для драфта 2014 года право на участие автоматически получили:
- Танасис Адетокунбо — З/Ф, Делавэр Эйти Севенерс (Д-Лига)[17]
- Эквилл Карр — З, Делавэр Эйти Севенерс (Д-Лига)
- Амедео Делла Валле — З, Реджана (Италия)
- Пи Джей Хэйрстон — Ц/Ф, Техас Лэджендс (Д-Лига)
- Сидики Джонсон — Ф/Ц, Вервье-Пепинстер (Бельгия)
- Бубакар Мунгоро — Ф, Фуэнлабрада (Испания)
- Яннис Папапетру — Ф Олимпиакос (Греция)
- Норвел Пелл — Ц, Делавэр Эйти Севенерс (Д-Лига)

## Драфт
| РЗ | Разыгрывающий защитник | АЗ | Атакующий защитник | ЛФ | Лёгкий форвард | ТФ | Тяжёлый форвард | Ц | Центровой |

|  | Игроки, выбранные в Зал славы баскетбола                   |
|  | Участники Матча всех звёзд и игроки сборной всех звёзд НБА |
|  | Участники Матча всех звёзд                                 |
|  | Игроки сборной всех звёзд                                  |
|  | Баскетболисты, не игравшие в НБА                           |

| Раунд | Пик | Игрок               | Позиция | Страна               | Клуб                                                                          | Колледж/команда                |
| ----- | --- | ------------------- | ------- | -------------------- | ----------------------------------------------------------------------------- | ------------------------------ |
| 1     | 1   | Эндрю Уиггинс       | АЗ      | Канада               | Кливленд Кавальерс                                                            | Канзас (1-й курс)              |
| 1     | 2   | Джабари Паркер      | ЛФ      | США                  | Милуоки Бакс                                                                  | Дьюка (1-й курс)               |
| 1     | 3   | Джоэл Эмбиид        | Ц       | Камерун              | Филадельфия Севенти Сиксерс                                                   | Канзас (1-й курс)              |
| 1     | 4   | Аарон Гордон        | ТФ      | США                  | Орландо Мэджик                                                                | Аризона (1-й курс)             |
| 1     | 5   | Данте Экзам         | АЗ      | Австралия            | Юта Джаз                                                                      | Австралийский институт спорта  |
| 1     | 6   | Маркус Смарт        | РЗ      | США                  | Бостон Селтикс                                                                | Оклахома Стэйт (2-й курс)      |
| 1     | 7   | Джулиус Рэндл       | ТФ      | США                  | Лос-Анджелес Лейкерс                                                          | Кентукки (1-й курс)            |
| 1     | 8   | Ник Стаускас        | АЗ      | Канада               | Сакраменто Кингз                                                              | Мичиган (1-й курс)             |
| 1     | 9   | Ноа Вонле           | ТФ      | США                  | Шарлотт Хорнетс (от Детройта)                                                 | Индиана (1-й курс)             |
| 1     | 10  | Элфрид Пэйтон       | РЗ      | США                  | Филадельфия Севенти Сиксерс (от Нью-Орлеана обменян в Орландо)                | Луизиана-Лафайет (3-й курс)    |
| 1     | 11  | Дуг Макдермотт      | ЛФ      | США                  | Денвер Наггетс (обменян в Чикаго)                                             | Крейгтон (3-й курс)            |
| 1     | 12  | Дарио Шарич         | ТФ      | Хорватия             | Орландо Мэджик (от Нью-Йорка через Денвер обменян в Филадельфию)              | Цибона (Хорватия)              |
| 1     | 13  | Зак Лавин           | РЗ      | США                  | Миннесота Тимбервулвз                                                         | УКЛА (1-й курс)                |
| 1     | 14  | Ти Джей Уоррен      | ЛФ      | США                  | Финикс Санз                                                                   | Норт Каролина Стейт (2-й курс) |
| 1     | 15  | Адрейан Пэйн        | ТФ      | США                  | Атланта Хокс                                                                  | Мичиган (4-й курс)             |
| 1     | 16  | Юсуф Нуркич         | Ц       | Босния и Герцеговина | Чикаго Буллз (от Шарлотт обменян в Денвер)                                    | Цедевита (Хорватия)            |
| 1     | 17  | Джеймс Янг          | АЗ      | США                  | Бостон Селтикс (от Бруклина)                                                  | Кентукки (1-й курс)            |
| 1     | 18  | Тайлер Эннис        | РЗ      | Канада               | Финикс Санз (от Вашингтона)                                                   | Сиракьюз (1-й курс)            |
| 1     | 19  | Гэри Харрис         | АЗ      | США                  | Чикаго Буллз (обменян в Денвер)                                               | Мичиган Стэйт (2-й курс)       |
| 1     | 20  | Бруно Кабокло       | ЛФ      | Бразилия             | Торонто Рэпторс                                                               | Пиньейрос(Бразилия)            |
| 1     | 21  | Митч Макгэри        | Ц       | США                  | Оклахома-Сити Тандер (от Далласа через Л. А. Лейкерс и Мемфис)                | Мичиган (2-й курс)             |
| 1     | 22  | Джордан Адамс       | АЗ      | США                  | Мемфис Гриззлис                                                               | УКЛА (2-й курс)                |
| 1     | 23  | Родни Худ           | АЗ      | США                  | Юта Джаз (от Голден Стэйт)                                                    | Дьюк (2-й курс)                |
| 1     | 24  | Шабазз Напьер       | РЗ      | США                  | Шарлотт Хорнетс (от Портленда обменян в Майами)                               | Коннектикут (4-й курс)         |
| 1     | 25  | Клинт Капела        | ТФ      | Швейцария            | Хьюстон Рокетс                                                                | Шалон (Франция)                |
| 1     | 26  | Пи Джей Хэйрстон    | АЗ      | США                  | Майами Хит (обменян в Шарлотт)                                                | Техас Лэджендс (Д-Лига)        |
| 1     | 27  | Богдан Богданович   | АЗ      | Сербия               | Финикс Санз (от Индианы)                                                      | Партизан (Сербия)              |
| 1     | 28  | Си Джей Уилкокс     | АЗ      | США                  | Лос-Анджелес Клипперс                                                         | Вашингтон (4-й курс)           |
| 1     | 29  | Джош Хуэстис        | ЛФ      | США                  | Оклахома-Сити Тандер                                                          | Стэнфорд (4-й курс)            |
| 1     | 30  | Кайл Андерсон       | ТФ      | США                  | Сан-Антонио Спёрс                                                             | УКЛА (2-й курс)                |
| 2     | 31  | Дамьен Ингли        | ЛФ      | Франция              | Милуоки Бакс                                                                  | Шораль Роан Баскет (Франция)   |
| 2     | 32  | Кей Джей МакДэньелс | ЛФ      | США                  | Филадельфия Севенти Сиксерс                                                   | Клемсон (3-й курс)             |
| 2     | 33  | Джо Харрис          | АЗ      | США                  | Кливленд Кавальерс (от Орландо)                                               | Виргиния (4-й курс)            |
| 2     | 34  | Клиэнтони Эрли      | ЛФ      | США                  | Нью-Йорк Никс (от Бостона через Даллас)                                       | Уичита Стэйт (4-й курс)        |
| 2     | 35  | Джарнелл Стоукс     | ТФ      | США                  | Юта Джаз (обменян в Мемфис)                                                   | Теннесси (1-й курс)            |
| 2     | 36  | Джонни О’Брайант    | ТФ      | США                  | Милуоки Бакс (от Л. А. Лейкерс через Финикс и Миннесоту)                      | Луизиана Стэйт (3-й курс)      |
| 2     | 37  | Деандре Дэниэлс     | ЛФ      | США                  | Торонто Рэпторс (от Сакраменто)                                               | Коннектикут (3-й курс)         |
| 2     | 38  | Спенсер Динвидди    | РЗ      | США                  | Детройт Пистонс                                                               | Колорадо (3-й курс)            |
| 2     | 39  | Джерами Грант       | ЛФ      | США                  | Филадельфия Севенти Сиксерс (от Кливленда)                                    | Сиракьюс (2-й курс)            |
| 2     | 40  | Гленн Робинсон III  | АЗ      | США                  | Миннесота Тимбервулвз (от Нью-Орлеана)                                        | Мичиган (2-й курс)             |
| 2     | 41  | Никола Йокич        | Ц       | Сербия               | Денвер Наггетс                                                                | Мега Визура (Сербия)           |
| 2     | 42  | Ник Джонсон         | АЗ      | США                  | Хьюстон Рокетс (от Нью-Йорка)                                                 | Аризона (3-й курс)             |
| 2     | 43  | Валтер Тавариш      | Ц       | Кабо-Верде           | Атланта Хокс                                                                  | Гран Канария (Испания)         |
| 2     | 44  | Маркел Браун        | АЗ      | США                  | Миннесота Тимбервулвз (обменян в Бруклин)                                     | Оклахома Стэйт (4-й курс)      |
| 2     | 45  | Дуайт Пауэлл        | ТФ      | Канада               | Шарлотт Хорнетс                                                               | Стэнфорд (4-й курс)            |
| 2     | 46  | Джордан Кларксон    | РЗ      | США · Филиппины      | Вашингтон Уизардс (обменян в Л. А. Лейкерс)                                   | Миссури (3-й курс)             |
| 2     | 47  | Расс Смит           | РЗ      | США                  | Филадельфия Севенти Сиксерс (от Бруклина через Бостон и Даллас)               | Луисвилл (4-й курс)            |
| 2     | 48  | Ламар Паттерсон     | АЗ      | США                  | Милуоки Бакс (от Торонто через Финикс обменян в Атланту)                      | Питтсбург (4-й курс)           |
| 2     | 49  | Кэмерон Бэйрстоу    | Ц       | Австралия            | Чикаго Буллз                                                                  | Нью-Мексико (4-й курс)         |
| 2     | 50  | Алек Браун          | Ц       | США                  | Финикс Санз                                                                   | Грин Бей (4-й курс)            |
| 2     | 51  | Танасис Адетокунбо  | ЛФ      | Греция               | Нью-Йорк Никс (от Далласа)                                                    | Делавэр Эйти Севенерс (Д-Лига) |
| 2     | 52  | Василие Мицич       | РЗ      | Сербия               | Филадельфия Севенти Сиксерс (от Мемфиса через Кливленд)                       | Мега Визура (Сербия)           |
| 2     | 53  | Алессандро Джентиле | ЛФ      | Италия               | Миннесота Тимбервулвз (от Голден Стэйт)                                       | Милан (Италия)                 |
| 2     | 54  | Неманя Дангубич     | АЗ      | Сербия               | Филадельфия Севенти Сиксерс (от Хьюстона через Милуоки обменян в Сан-Антонио) | Мега Визура (Сербия)           |
| 2     | 55  | Семай Кристон       | РЗ      | США                  | Майами Хит (обменян в Оклахому через Шарлотт)                                 | Ксавьер (2-й курс)             |
| 2     | 56  | Девин Марбл         | ЛФ      | США                  | Денвер Наггетс (от Портленда обменян в Орландо)                               | Айова (4-й курс)               |
| 2     | 57  | Луи Лабери          | ТФ      | Франция              | Индиана Пэйсерс (обменян в Нью-Йорк)                                          | Пари-Леваллуа (Франция)        |
| 2     | 58  | Джордан Макрей      | АЗ      | США                  | Сан-Антонио Спёрс (от Л. А. Клипперс через Нью-Орлеан обменян в Филадельфию)  | Теннесси (4-й курс)            |
| 2     | 59  | Ксавьер Тэймс       | РЗ      | США                  | Торонто Рэпторс (от Оклахомы через Нью-Йорк обменян в Бруклин)                | Сан-Диего Стэйт (4-й курс)     |
| 2     | 60  | Кори Джефферсон     | ТФ      | США                  | Сан-Антонио Спёрс (обменян в Бруклин через Филадельфию)                       | Бэйлор (4-й курс)              |

## Известные незадрафтованные игроки
В списке представлены игроки, которые не были выбраны на драфте НБА 2014 года, но сыграли как минимум в одном матче регулярного чемпионата или плей-офф НБА.
| Игрок               | Поз.  | Гражданство | Университет                    |
| ------------------- | ----- | ----------- | ------------------------------ |
| Джеррелл Бенимон    | ТФ    | США         | Таусон (4-й курс)              |
| Тарик Блэк          | ТФ    | США         | Канзас (4-й курс)              |
| Джабари Браун       | АЗ    | США         | Миссури (3-й курс)             |
| Сим Буллар          | Ц     | Канада      | Нью-Мексико Стейт (2-й курс)   |
| Лэнгстон Гэллоуэй   | РЗ    | США         | Сент-Джозефс (4-й курс)        |
| Тайлер Джонсон      | АЗ    | США         | Фресно Стэйт (4-й курс)        |
| Андре Доукинс       | АЗ    | США         | Дьюк (4-й курс)                |
| Шон Килпатрик       | АЗ    | США         | Цинциннати (4-й курс)          |
| Алекс Кирк          | Ц     | США         | Нью-Мексико (4-й курс)         |
| Коти Кларк          | ЛФ    | США         | Арканзас (4-й курс)            |
| Брайс Коттон        | РЗ    | США         | Провиденс (4-й курс)           |
| Джеймс Майкл Макаду | ТФ    | США         | Северная Каролина (4-й курс)   |
| Ксавье Манфорд      | РЗ    | США         | Род-Айленд (4-й курс)          |
| Эрик Морлэнд        | ТФ    | США         | Орегон Стэйт Биверс (4-й курс) |
| Дэвид Стоктон       | РЗ    | США         | Гонзага Бульдогс (4-й курс)    |
| Джакарр Сэмпсон     | ТФ    | США         | Сент-Джонс (2-й курс)          |
| Аксель Тупан        | АЗ/ЛФ | Франция     | Страсбур                       |
| Дэвид Уир           | ТФ    | США         | УКЛА Брюинз (4-й курс)         |
| Трэвис Уир          | ЛФ    | США         | УКЛА Брюинз (4-й курс)         |
| Шейн Уиттингтон     | Ц     | США         | Западный Мичиган (4-й курс)    |
| Кристиано Фелисио   | ТФ/Ц  | Бразилия    | Фламенго                       |
| Тим Фрейзер         | РЗ    | США         | Пенн Стэйт (4-й курс)          |
| Джарелл Эдди        | ЛФ    | США         | Виргиния Тек (4-й курс)        |
| Кит Эпплинг         | РЗ    | США         | Мичиган (4-й курс)             |